# Río San Marcos (España)
El río San Marcos es un río del centro de la península ibérica, afluente del río Guadiana. Se encuentra en la comarca natural de los montes de Toledo, en la provincia de Ciudad Real. 

## Curso
Surca y drena los municipios de Fontanarejo y Arroba de los Montes. Apenas unos metros antes de su desembocadura se une con el río Valdehornos, aguas abajo del estrecho de las Hoces y la Tabla de la Murciana.
Se trata de un río estacional, de régimen pluvial con ciertos rasgos de torrencialidad, serpenteante y encajado en materiales cuarcíticos y pizarrosos. Antiguamente había varios molinos harineros movidos por sus aguas. Uno de ellos se conserva en relativo buen estado de conservación en el término municipal de Fontanarejo.
En su cauce, estrecho y profundo, se han llevado a cabo obras de restauración fluvial con gaviones (gavión) con el fin de detener el gran aporte de materiales líticos que carga.

## Cartografía
Se pueden consultar los siguientes mapas:
- Los mapas topográficos (Mapa Topográfico Nacional) a escala 1:50.000 del Instituto Geográfico Nacional: 734-735-757.
- Mapa Provincial 1:200.000 "Ciudad Real", Instituto Geográfico Nacional, 1998. 1ª edición. Biblioteca de Autores Manchegos, Diputación Provincial de Ciudad Real.

- Datos: Q23980362